# Quasi-guerra
La quasi-guerra (Quasi-War in inglese, quasi-guerre in francese) è stata una guerra non dichiarata, combattuta dal 1798 al 1800 per lo più in mare, tra gli Stati Uniti d'America e la Gran Bretagna contro la Repubblica Francese e la Spagna, talvolta indicata negli Stati Uniti come guerra non dichiarata con la Francia (Undeclared War with France), guerre dei pirati o mezza guerra.
Le ostilità trassero le loro origini dal risentimento della Francia rivoluzionaria a causa della posizione di neutralità tenuta dagli americani durante il conflitto con la Gran Bretagna. La conseguente crisi diplomatica sfociò nel blocco navale operato dalla Marina francese e nell'attività di pirateria dei corsari francesi ai danni della marina mercantile americana ed ebbe il suo culmine nello scandalo dell'affare XYZ. Le ostilità si conclusero quando la politica estera francese cambiò direzione dopo l'ascesa al potere di Napoleone Bonaparte, favorendo la firma della convenzione del 1800.

## Contesto storico
Il Regno di Francia era stato un sostegno cruciale degli Stati Uniti durante la guerra d'indipendenza americana già a partire dalla primavera del 1776. Dopo la vittoria di Saratoga, il 12 dicembre 1777 il ministro degli esteri francese, Charles Gravier conte di Vergennes, aveva convocato segretamente Benjamin Franklin e altri diplomatici statunitensi per iniziare a discutere di una vera e propria alleanza, perfezionata nei mesi seguenti. I negoziati terminarono il 6 febbraio 1778 quando fu firmato il "trattato di amicizia e di alleanza" tra la Repubblica degli Stati Uniti d'America ed il Regno di Francia; nel testo i francesi garantivano « pieno appoggio per mare e per terra » mentre gli statunitensi si impegnavano a « non concludere una pace separata con la Gran Bretagna ».
Dopo che la rivoluzione francese aveva rovesciato la monarchia francese che aveva stipulato l'accordo iniziale con gli Stati Uniti, George Washington, John Adams e altri federalisti sostennero che gli Stati Uniti fossero troppo deboli per farsi coinvolgere nelle guerre rivoluzionarie francesi e che anzi nel farlo avessero solo da perdere; Washington promulgò quindi nel 1795 un proclama di neutralità che dichiarò gli Stati Uniti liberi da ogni obbligo militare verso le nazioni europee e stabilì che gli Stati Uniti avrebbero continuato a commerciare e collaborare sia con la Francia che con la Gran Bretagna. L'anno prima, tuttavia, il governo degli Stati Uniti aveva negoziato con la Gran Bretagna il trattato di Jay, con il quale, oltre a chiarire alcuni contenziosi che erano rimasti irrisolti nel trattato di Parigi, furono inclusi anche numerosi accordi economici che concedevano alla Gran Bretagna lo status di partner commerciale privilegiato degli Stati Uniti.

## L'aggravarsi delle tensioni
I rapporti tra Francia e Stati Uniti cominciarono presto a deteriorarsi: i francesi rimproveravano agli americani la loro posizione di neutralità durante il conflitto tra la Francia rivoluzionaria e la Gran Bretagna e da parte loro gli Stati Uniti si rifiutavano di continuare a pagare il loro debito alla Francia sostenendo che questo era dovuto alla monarchia di Francia e non alla Repubblica; il trattato di Jay, infine, risolveva sicuramente molti dei problemi con la Gran Bretagna ma creava nuove tensioni con la Francia. Di conseguenza nel 1796 i leader francesi decisero di emettere un ordine che consentiva alla Marina francese il sequestro di navi mercantili americane, accuratamente programmato per catturarne di sorpresa il maggior numero possibile.
La Marina francese e i corsari orchestrati da Victor Hugues, Commissaire de la République a Guadalupa, iniziarono a catturare navi americane e ostacolare gli armatori statunitensi nel commercio nelle acque caraibiche e nei porti europei, infliggendo ingenti perdite al naviglio ed alla economia americana.
Inoltre, la Repubblica francese rifiutò di ricevere il nuovo ministro e ambasciatore degli Stati Uniti Charles Pinckney quando arrivò a Parigi nel dicembre 1796 per presentare le sue credenziali.
Nel suo messaggio annuale al Congresso alla fine del 1797, il nuovo presidente John Adams riferì a proposito del rifiuto della Francia di intraprendere una qualsiasi negoziazione, parlando della necessità di « mettere il nostro paese nella posizione di difendersi adeguatamente. ». 
Adams nominò il suo predecessore George Washington, comandante in capo del neo costituito esercito federale, con vice Alexander Hamilton.
Successivamente, nel mese di aprile 1798, il Presidente informò il Congresso dell'affare XYZ, in cui agenti del Ministero degli Esteri francese avevano chiesto una pesante tangente prima di intavolare qualunque discussione riguardo al ripristino delle normali relazioni diplomatiche con gli Stati Uniti; l'episodio scatenò una diffusa indignazione e l'instaurarsi di diffusi sentimenti francofobici nell'opinione pubblica americana.
La Marina francese inflisse serie perdite al trasporto navale americano; già il 21 giugno 1797, ad esempio, il segretario di Stato Timothy Pickering riferì al Congresso che i francesi avevano sequestrato 316 navi mercantili americane solo nei precedenti undici mesi. Dalla loro le navi corsare francesi incrociavano lungo il litorale atlantico degli Stati Uniti praticamente incontrastate: l'amministrazione americana non aveva navi da guerra per combatterli; l'ultima, la fregata Alliance, era stata venduta nel 1785 e gli Stati Uniti possedevano solo una flottiglia di piccoli cutter, nota come Revenue cutter e antenata della futura United States Coast Guard, oltre alcune fortezze costiere in semi-abbandono.
L'escalation delle depredazioni dei corsari della Francia rivoluzionaria stimolò la rinascita della Marina degli Stati Uniti o U.S. Navy per proteggere l'espansione della marina mercantile americana. Il 27 aprile 1798 il Congresso autorizzò il presidente a costruire, acquistare o noleggiare fino a 12 navi, armate con non più di 22 cannoni ciascuna e stanziò 950 000 dollari per lo scopo; al grido dei federalisti "Milioni per la difesa, ma non un solo centesimo per i tributi" il Congresso commissionò quindi 1000 navi corsare per la difesa contro le ostilità francesi, il 30 aprile istituì il Dipartimento della Marina degli Stati Uniti e nel giro di pochi mesi diverse navi furono acquistate e trasformate in navi da guerra. Il 16 luglio furono stanziati i fondi per la costruzione della fregata da 38 cannoni USS Congress.

## Le ostilità navali

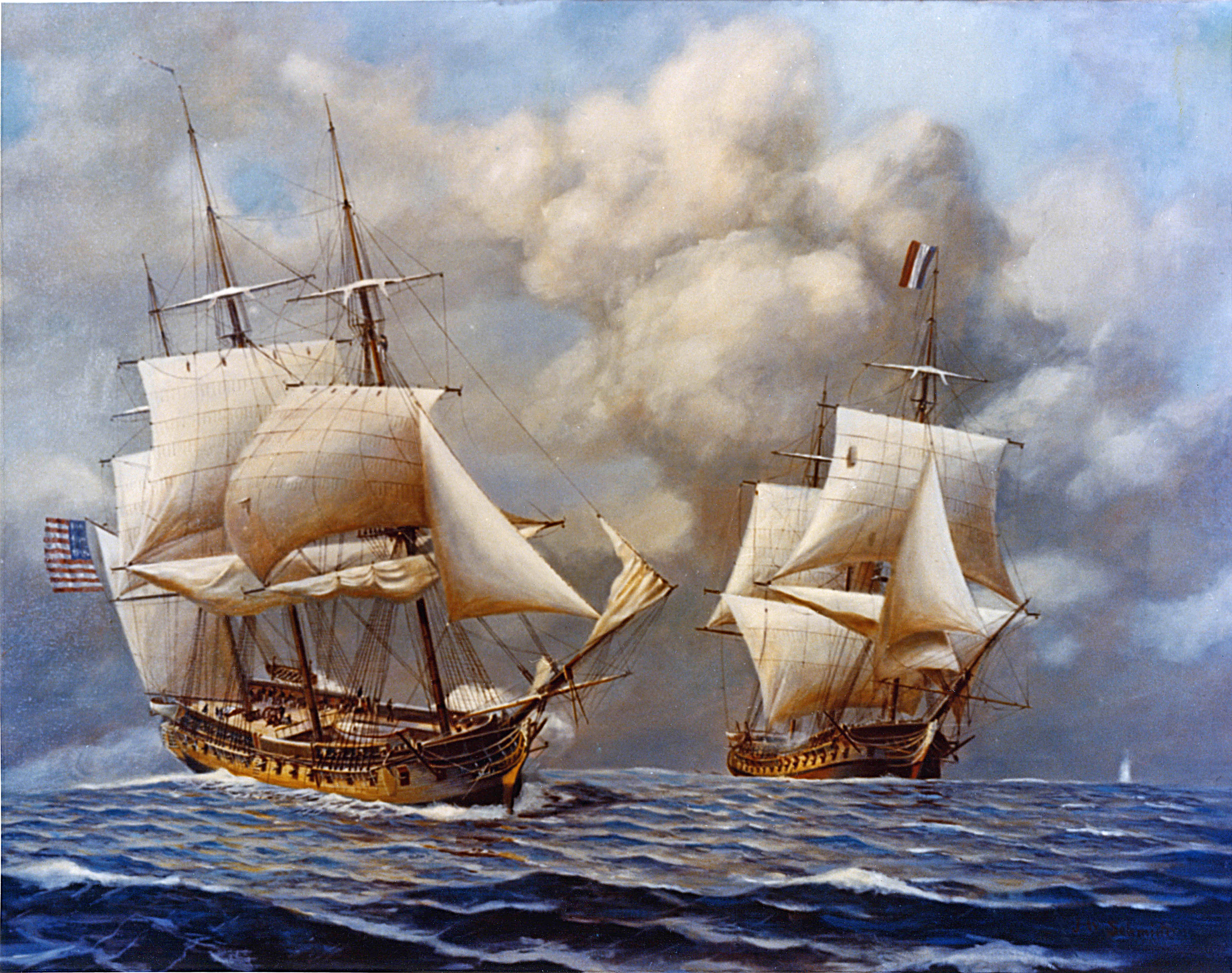
Lo scontro tra la USS Constellation e la fregata Insurgente

Il 7 luglio 1798, giorno in cui il Congresso rescisse i trattati con la Francia, è considerata la data d'inizio ufficiale della quasi-guerra; due giorni dopo, il Congresso autorizzò le navi da guerra americane a « sottomettere, sequestrare e prendere possesso di qualsiasi nave francese armata, che dovesse essere trovata entro i limiti giurisdizionali degli Stati Uniti, o altrove, in alto mare ». Il 16 luglio il presidente statunitense autorizzò la costruzione ed il varo di sei nuove fregate.

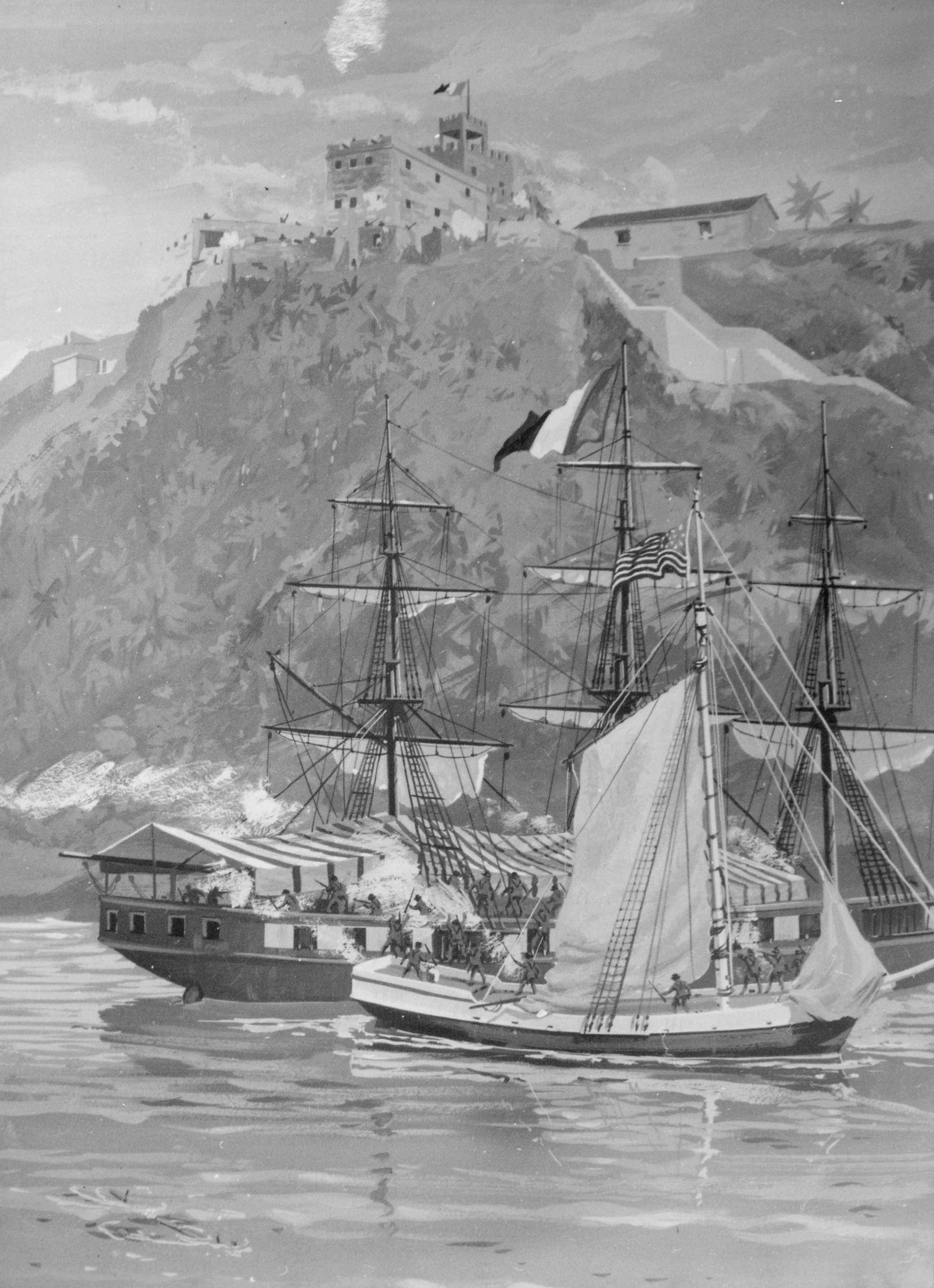
La cattura della nave corsara Sandwich da parte dello sloop Sally della fregata USS Constitution, 11 maggio 1800

Il segretario alla Marina degli Stati Uniti d'America, Benjamin Stoddert, si rese presto conto che la neonata Marina disponeva di troppo poche navi da guerra per proteggere la marina mercantile in alto mare utilizzando convogli o anche semplicemente per un efficace pattugliamento della costa nordamericana: concluse che il modo migliore per sconfiggere l'aggressione francese contro il naviglio mercantile statunitense fosse intraprendere operazioni offensive nei Caraibi, dove erano di stanza la maggior parte degli incrociatori francesi, adottando la politica di spostare le ostilità in casa del nemico. Con una flotta di circa 25 navi, la US Navy iniziò quindi a pattugliare la costa meridionale degli Stati Uniti fino ai Caraibi, alla ricerca di navi francesi. L'insistenza del capitano Thomas Truxtun sulla necessità di mantenere i più elevati standard possibili di formazione degli equipaggi diede ampiamente i suoi frutti quando il 9 febbraio 1799 la fregata da 38 cannoni USS Constellation catturò la fregata francese da 36 cannoni L'Insurgente e danneggiò gravemente nella notte tra il 1º ed il 2 febbraio 1800 la fregata da 52 cannoni La Vengeance che riuscì comunque a darsi alla fuga. I corsari francesi di solito resistevano strenuamente, come fece La Croyable, che fu comunque catturata già il 7 luglio 1798 dalla USS Delaware al largo della Great Egg Harbor Bay, nel New Jersey. La USS Enterprise catturò 8 navi corsare e liberò 11 navi americane dalla prigionia. Una delle azioni più eclatanti fu quella di Silas Talbot che progettò una spedizione nel porto di Puerto Plata a Santo Domingo, una colonia della Spagna alleata dei francesi; l'11 maggio 1800 una forza navale guidata dalla USS Constitution catturò con lo sloop di Isaac Hull la nave corsara francese Sandwich e distrusse i cannoni del vicino forte spagnolo.
Prima della fine della guerra le navi americane si impadronirono di circa ottantacinque navi francesi ma persero almeno 2 000 navi mercantili subendo un enorme danno economico e un notevole aumento dei premi assicurativi commerciali; per contro durante tutto il conflitto gli americani persero una sola nave da guerra, la USS Retaliation che era stata originariamente la fregata La Croyable sottratta ai francesi nel 1798; nel giugno seguente la Retaliation, nel frattempo ridenominata Magicienne dai francesi, fu nuovamente riconquistata dalla USS Merrimack.
Anche il Revenue cutter partecipò attivamente al conflitto. La USRC Pickering portò a termine due incursioni nelle Indie occidentali britanniche e catturò diverse navi, tra cui una, la Egypte Conquise, armata con cannoni molto più potenti e dotata di un equipaggio di almeno 200 marinai, tre volte la sua forza. I successi americani furono il risultato di una sapiente combinazione tra l'abilità amministrativa di Stoddert nel distribuire efficacemente le sue pur limitate forze e l'iniziativa personale dei suoi ufficiali in mare.
Anche se combattevano lo stesso nemico, la Royal Navy e la Marina degli Stati Uniti non collaborarono mai operativamente, né condivisero piani di azione o si scambiarono mai informazioni riguardo alla reciproca distribuzione delle loro forze; gli inglesi si limitarono a vendere al governo americano dotazioni navali e munizioni. In compenso le due flotte condivisero un sistema di segnalazione con il quale ognuno potesse riconoscere in mare le navi da guerra dell'altro e permisero ai loro mercantili di aggiungersi liberamente ai convogli scortati dalle marine dell'una o dell'altra nazione.

## La fine delle ostilità
Entro l'autunno del 1800 la United States Navy e la Royal Navy ridussero notevolmente l'attività dei corsari e delle navi da guerra francesi e contemporaneamente il governo del Primo console Napoleone Bonaparte mostrò una posizione diplomatica più conciliante. Poco dopo il presidente Adams fu informato che la Francia voleva intraprendere dei negoziati e inviò emissari ufficiali a Parigi. A metà dicembre 1800 raggiunse Washington la notizia che era stato stipulato un trattato di pace con la Francia (convenzione del 1800 o trattato di Mortefontaine, 30 settembre 1800) e che la quasi-guerra si era conclusa.

### Pubblicazioni
- (EN) E. Wilson Lyon, The Franco-American Convention of 1800, in The Journal of Modern History, Volume 12, N. 3, settembre 1940, JSTOR 1874761.